# Carl-Gösta Borelius
Carl-Gösta Håkan Fredriksson Borelius, född 3 januari 1919 i Övertorneå, död 21 september 1995 i Täby, var en svensk kryptoanalytiker och IT-chef.
Borelius var son till folkhögskolerektorn Fredrik Borelius och hans hustru Ester Håkansson. Han gifte sig med Gunvor Rosén; de fick tre söner.
Efter studentexamen på Haparanda högre allmänna läroverk 1939 påbörjade han 1940 studier i matematik vid Uppsala universitet, bland annat för professor Arne Beurling. Kort därefter blev han inkallad till militärtjänstgöring och efter godkännande av Beurling, som redan tidigare utbildats och varit delaktig i kryptoforceringsarbetet, blev han placerad på kryptoavdelningen på Försvarsstaben; det som sedermera blev Försvarets radioanstalt, FRA.
Borelius var en av dem som under andra världskriget deltog i den framgångsrika forceringen av G-skrivarmaterial (G-skrivare efter det tyska Geheimfernschreiber), där Arne Beurling gjorde en avgörande insats. När det så småningom blev känt i Tyskland att svenskarna kunde läsa G-skrivartrafiken, gick man över till en ny maskin, kallad Z-skrivaren, vars hemligheter under lång tid förblev olösta. I april 1943 kunde dock en grupp bestående av Borelius och kryptoanalytikerna Bo Kjellberg och Tufve Ljunggren, alla tre matematiker, till slut klarlägga maskinens konstruktion.
Beurling var mycket fåordig om hur han hade gått tillväga vid forcering och rekonstruktion av den tyska krypteringsmaskinen och Borelius gjorde, troligen efter ett besök av Beurling på FRA i november 1976, en rekonstruktion av hans arbete delvis baserad på Beurlings till synes motvilliga svar på en fråga om hur det hade gått till. Han hade använt sig av "treor och femmor i texten", vilket innebär att man kunde skapa viss struktur i textmassan då 3 = skifte till bokstäver (4 = siffror) och 5 = mellanslag. Siffrornas användning vid överföringsproblem på långa linjer och mänskliga brister gjorde det möjligt att hitta öppningar i arbetet med tolkning och förståelsen av fjärrskrivarens arbetssätt. Borelius rekonstruktion finns återgiven på FRA:s webbplats.
Borelius var i och med sin roll på FRA en av de tidiga användarna av Sveriges framväxande matematikmaskiner, eller datorer, som BARK och BESK och även senare konstruktioner som Facit EDB och från Datasaab med flera och blev efterhand chef för FRA:s datacentral. Borelius har beskrivit tillkomsten och utvecklingen av de första svenska datamaskinerna, i synnerhet från FRA:s perspektiv, i en skrift vars icke hemligstämplade del har titeln: FRA och ADB, Hur det började.